# Ágama
 nem összetévesztendő ezzel: agáma (hüllőfélék)
Az ágama (dévanágari: आगम) szent művet, írást jelöl.

## Hinduizmus
A hinduizmuson belül a kifejezés általánosságban a legmagasabb isteni személytől kinyilatkoztatott szent iratokat jelöli. 
Sajátosabb értelemben a szanszkrit és tamil nyelvű középkori vaisnava (különösen páncsarátra), saiva és sakti irodalom írásait, a páncsarátra szanhitákat, a saiva ágamákat és a sákta tantrákat.
A vaisnava (páncsarátra) ágamák Istent Visnuként dicsőítik. A saiva ágamák Istent mint Sivát dicsőítik, és belőlük nőtte ki magát a saiva sziddhántaként ismert jelentős filozófiai iskola. A sákta ágamák vagy tantrák Istent mint a világ Anyját dicsőítik, Déví számos nevének egyikén. Az ágamák hitelessége nem a Védákból ered ugyan, azonban ellentmondásban sem állnak vele. Szellemiségükben és jellegükben is védikus írások.

## Buddhizmus
A buddhizmusban az ágama a páli nyelven megírt nikájaként ismert írásokat megjelölő mahájána kifejezés. 

## Dzsainizmus
A dzsainizmusban a sziddhántával (az elfogadott tanításokkal) együtt a "kánoni" szövegeket jelöli.